# Picasa
Picasa è stato un software grafico che permetteva di organizzare e modificare fotografie digitali e video e condividerli tramite un servizio di photosharing. Il programma, creato originariamente nel 2002 da un'azienda chiamata Lifescape, è stato acquisito nel 2004 da Google ed è stato distribuito con licenza freeware. La parola "Picasa" deriva dalla fusione del cognome del pittore spagnolo Pablo Picasso, dalla frase in spagnolo mi casa (in italiano significa "Casa mia") e dalla parola inglese Pic (abbreviazione di pictures che in italiano significa "immagini").
Il 12 febbraio 2016 Google ha annunciato, per il 15 marzo dello stesso anno, l'interruzione del supporto all'applicazione desktop di Picasa, incentrandosi sul servizio Google Foto come il suo successore.

## Versioni

### Windows
A gennaio 2015, la versione più recente di Picasa è la 3.9, che è compatibile con Windows XP, Windows Vista, Windows 7, Windows 8 e Windows 8.1. Questa versione possiede, inoltre, l'integrazione con Google+ e la rimozione dell'integrazione con Picasa Web Albums.

### Linux
Da giugno 2006, Picasa per Linux è disponibile in una versione adattata da Windows basata sul software Wine. Attualmente, l'ultima versione rilasciata da Google per Linux è la 3.0 Beta.
Il 20 aprile 2012, Google ha annunciato l'interruzione del supporto per questo sistema operativo.

### Mac OS
Il 5 gennaio 2009 è stata rilasciata una versione beta di Picasa disponibile solo per iMac basati su piattaforma Intel. È disponibile, inoltre, un plugin per il caricamento di foto e video su Picasa Web Albums.

## Caratteristiche
Per l'organizzazione delle foto, Picasa permette l'importazione di file dal proprio computer, l'assegnazione di tag, il riconoscimento facciale, e molte altre funzioni di modifica quali aggiunta del testo, aumento di luminosità e contrasto, riduzione degli occhi rossi e funzione di ritaglio delle immagini. Sono inoltre incluse altre caratteristiche quali la creazione di presentazioni, la stampa, e l'invio tramite e-mail. Picasa supporta le immagini in formato JPG, BMP, RAW, GIF, PNG, PSD, TIFF, WebP e i filmati in formato AVI, MPEG, WMV, ASF, MOV.
Picasa utilizza il file picasa.ini e lo standard IPTC per mantenere traccia di tutte le parole chiave eventualmente assegnate ad ogni immagine.
Le parole chiave possono essere lette anche da altri software di organizzazione fotografica quali Adobe Photoshop Album, Adobe Bridge, Adobe Photoshop Lightroom, digiKam, Aperture e iPhoto.
Su Picasa è integrata anche una barra di ricerca che, grazie ai filtri, è in grado di trovare nomi di file, didascalie, tag, cartelle ed altri metadati. È inclusa anche una funzione di ricerca tramite la colorazione dell'immagine.
Prima di ogni modifica di un'immagine, Picasa crea una copia di backup e la salva nel file nascosto picasa.ini. Ciò permette molteplici modifiche senza però alterare l'immagine originale.
Da giugno 2007 è integrata in Picasa la funzione di geolocalizzazione (o geotagging) che consiste nella scrittura delle coordinate geografiche attraverso i metadati Exif. Questa funzione è descritta nel manuale utente di Picasa.

## Picasa Web Albums
Oltre Google+, Picasa integra Picasa Web Albums, ossia un servizio di image hosting e di photosharing che permette, a tutti i possessori di un account Google, di archiviare e condividere le proprie foto. Gli utenti con un account Google+ attivo hanno a disposizione uno spazio di archiviazione illimitato per immagini con risoluzione non superiore a 2048x2048 pixel; gli altri account possono archiviare immagini con risoluzione non superiore a 800x800 pixel.

## Fine del supporto
Il 12 febbraio 2016 Google ha annunciato, per il 15 marzo dello stesso anno, l'interruzione del supporto all'applicazione desktop di Picasa, seguito dalla chiusura di Picasa Web Albums il 1º maggio. Google ha dichiarato che il motivo principale del ritiro di Picasa è quello di concentrarsi esclusivamente su un unico servizio di photosharing, Google Foto. Nonostante la fine del supporto, è possibile continuare ad utilizzare l'applicazione desktop di Picasa senza però avere la possibilità di usufruire di nuovi aggiornamenti.